# Камбон, Седрик
Седри́к Камбо́н (фр. Cédric Cambon; 20 сентября 1986, Монпелье, Франция) — французский футболист, защитник.

## Карьера

### Клубная

#### «Монпелье»
Седрик Камбон — воспитанник футбольного клуба «Монпелье». Дебютировал в первой команде 18 февраля 2005 года в матче Лиги 2 против «Клермона»
.
За команду из своего родного города защитник выступал до 2007 года и провёл 26 матчей во втором французском дивизионе. Летом 2007 года Камбон перешёл в болгарский «Литекс».

#### «Литекс»
За полтора сезона в «Литексе» французский футболист провёл 20 матчей в чемпионате Болгарии и дважды становился обладателем национального кубка. 14 августа 2008 года Седрик Камбон впервые в своей карьере сыграл в матче кубка УЕФА (против «Хапоэля» из Кирьят-Шмоны)
.
В матче Кубка Болгарии сезона 2008/09 защитник забил первый гол в своей профессиональной карьере.

#### «Эвиан»
В январе 2009 года защитник вернулся во Францию и стал игроком «Эвиана», выступавшего в Лиге Насьональ. В сезоне 2009/2010 «Эвиан» выиграл Лигу 3, а год спустя — и Лигу 2.
6 августа 2011 года Седрик Камбон сыграл первый матч в Лиге 1 (против «Бреста»)
.
21 декабря 2011 года защитник забил свой первый в карьере гол за профессиональный клуб (в ворота «Монпелье» с передачи Седрика Барбозы)
,
В составе «Эвиана» Камбон стал финалистом кубка Франции 2012/13.

### В сборной
Седрик Камбон выступал за сборную Франции (до 19 лет). В 2005 году защитник в составе команды стал чемпионом Европы среди юношей.

## Достижения
Сборная Франции (до 19 лет)
- Чемпион Европы: 2005

«Литекс»
- Обладатель кубка Болгарии (2): 2007/08, 2008/09

«Эвиан»
- Финалист кубка Франции: 2012/13
- Чемпион Лиги 2: 2010/11
- Чемпион Лиги 3: 2009/10

## Статистика
| Клуб                | Сезон               | Чемпионат           | Чемпионат | Чемпионат | Кубки | Кубки | Еврокубки | Еврокубки | Всего | Всего |
| Клуб                | Сезон               | Лига                | Игры      | Голы      | Игры  | Голы  | Игры      | Голы      | Игры  | Голы  |
| ------------------- | ------------------- | ------------------- | --------- | --------- | ----- | ----- | --------- | --------- | ----- | ----- |
| Монпелье            | 2004/05             | Лига 2              | 1         | 0         | 0     | 0     | 0         | 0         | 1     | 0     |
| Монпелье            | 2005/06             | Лига 2              | 5         | 0         | 1     | 0     | 0         | 0         | 6     | 0     |
| Монпелье            | 2006/07             | Лига 2              | 20        | 0         | 2     | 0     | 0         | 0         | 22    | 0     |
| Всего за «Монпелье» | Всего за «Монпелье» | Всего за «Монпелье» | 26        | 0         | 3     | 0     | 0         | 0         | 29    | 0     |
| Литекс              | 2007/08             | Группа А            | 14        | 0         | 5     | 0     | 0         | 0         | 19    | 0     |
| Литекс              | 2005/06             | Группа А            | 6         | 0         | 2     | 1     | 3         | 0         | 11    | 1     |
| Всего за «Литекс»   | Всего за «Литекс»   | Всего за «Литекс»   | 20        | 0         | 7     | 1     | 3         | 0         | 30    | 1     |
| Эвиан               | 2008/09             | Лига 3              | 12        | 1         | 0     | 0     | 0         | 0         | 12    | 1     |
| Эвиан               | 2009/10             | Лига 3              | 29        | 0         | 5     | 1     | 0         | 0         | 34    | 1     |
| Эвиан               | 2010/11             | Лига 2              | 26        | 3         | 6     | 0     | 0         | 0         | 32    | 3     |
| Эвиан               | 2011/12             | Лига 1              | 33        | 3         | 4     | 1     | 0         | 0         | 37    | 4     |
| Эвиан               | 2012/13             | Лига 1              | 20        | 0         | 5     | 1     | 0         | 0         | 25    | 1     |
| Всего за «Эвиан»    | Всего за «Эвиан»    | Всего за «Эвиан»    | 120       | 7         | 20    | 3     | 0         | 0         | 140   | 10    |
| Всего за карьеру    | Всего за карьеру    | Всего за карьеру    | 166       | 7         | 30    | 4     | 3         | 0         | 199   | 10    |